# أندريه إدوارد مارتي
أندريه إدوارد مارتي (بالفرنسية: André Édouard Marty) هو رسام توضيحي فرنسي، ولد في 16 أبريل 1882 في باريس في فرنسا، وتوفي في 6 أغسطس 1974.